# 李勳 (嘉靖進士)
李勳（1530年—？），字世臣，旗手衛軍籍山東德州衛人，明朝政治人物。

## 生平
嘉靖二十八年（1549年）己酉科順天府鄉試第八十一名舉人。嘉靖四十一年（1562年）中式壬戌科會試第一百八十三名，三甲第一百六十二名進士。历官刑部陕西司郎中，隆慶四年（1570年）十二月録囚陕西，萬曆元年（1573年）五月升通政司左参议，四年七月升左通政，五年十一月降一级调外任。八年正月降补浙江左参议，九年七月升贵州副使。

## 家族
曾祖李貴；祖父李龍；父李鸞，母邵氏。慈侍下。兄李安，百户。弟李默。